# Organocatalisi
In chimica organica, con il termine organocatalisi si intende la catalisi di reazioni dove il catalizzatore usato per accelerare la reazione è una piccola molecola organica, priva di elementi inorganici come i metalli e contenente carbonio, idrogeno, zolfo. Il termine fu coniato nel 1935 dal chimico tedesco Wolfgang Langenbeck.
Il 6 ottobre 2021, i chimici David MacMillan e Benjamin List hanno ricevuto il Premio Nobel per la chimica per i loro studi sull'organocatalisi.

## Storia

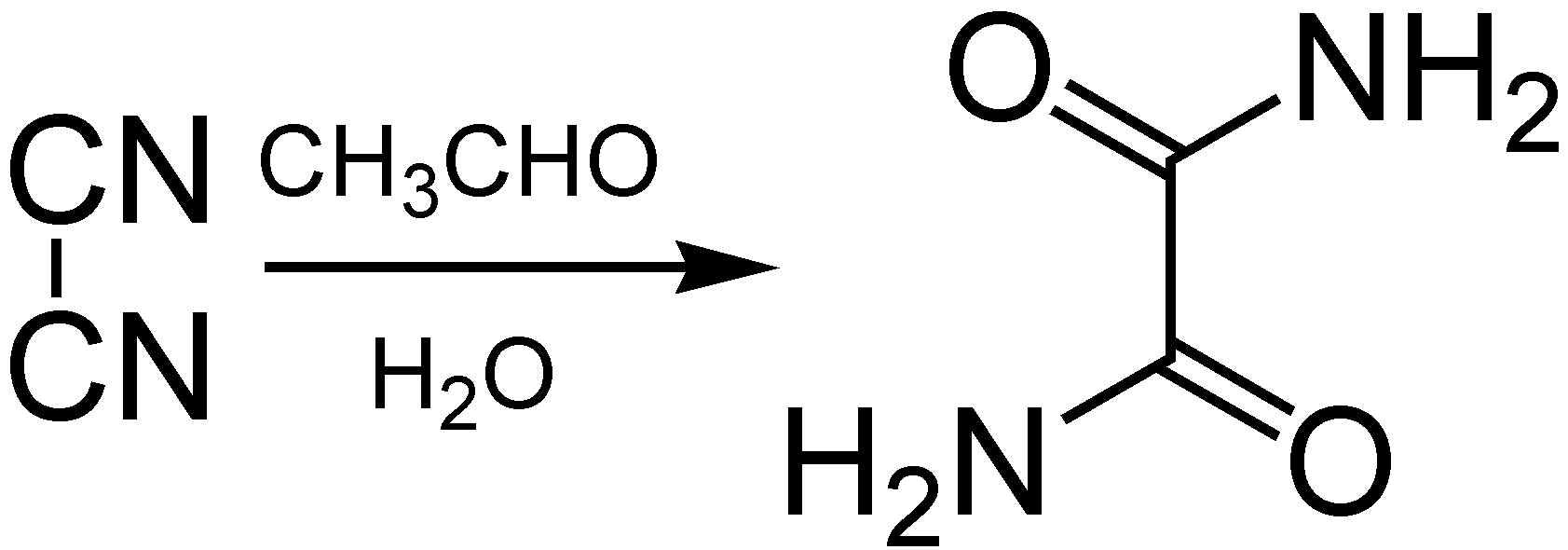
La sintesi di Liebig dell'ossammide dal cianogeno.

Il primo utilizzo di una molecola organica come catalizzatore è attribuito a Justus von Liebig, che nel 1859 scoprì la trasformazione del cianogeno in ossammide catalizzata da acetaldeide. Liebig identificò l'acetaldeide come catalizzatore della reazione e riconobbe nei suoi effetti un'analogia con i fermenti (enzimi).
La prima reazione di organocatalisi asimmetrica fu pubblicata da Breding e Fiske nel 1912. In questa reazione a partire da benzaldeide si formava una cianidrina usando alcaloidi come catalizzatori. Questi studi furono considerati molto innovativi, anche se l'eccesso enantiomerico raggiunto era minore del 10%.
Decenni dopo fu raggiunta per la prima volta una significativa stereoselettività in una reazione di organocatalisi. Come catalizzatore fu utilizzato l'amminoacido (S) o (R)-prolina in una anellazione di Robinson per ottenere il chetone di Wieland-Miescher. Questa reazione è oggi chiamata reazione di Hajos-Parrish-Eder-Sauer-Wiechert dal nome degli scopritori, ed è di notevole importanza per la sintesi totale di steroidi.
Con il modello Houk fu per la prima volta proposto un meccanismo coerente, analogo al modello Zimmerman-Traxler, per la reazione aldolica delle enammine senza metalli. Reazioni dirette aldoliche incrociate furono sviluppate indipendentemente da List, Barbas, Shibasaki e Trost. La prima reazione organocatalitica aldolica incrociata enantioselettiva di aldeidi è stata sviluppata nel 2002 da MacMillan.

## Meccanismo di reazione
Durante il ciclo catalitico il catalizzatore può essere legato covalentemente alla molecola del substrato; in tal caso è necessaria una concentrazione relativamente elevata di catalizzatore organico. Anche attraverso legami non covalenti come i legami idrogeno si possono avere interazioni catalitiche, e in tal caso sono richieste solo piccole quantità di catalizzatore.

### Meccanismo covalente
Il principio della maggior parte dei processi organocatalitici è che il catalizzatore viene prima fatto reagire con un reagente per formare (in modo reversibile) un legame covalente. Nella reazione aldolica catalizzata con prolina, la prolina inizialmente dà una reazione di condensazione con il chetone utilizzato. Il risultante catione imminio tautomerizza quindi a enammina, che nel passo successivo dà un attacco nucleofilo sull'aldeide. Per successiva idrolisi viene rilasciato il prodotto e viene riformata la prolina.

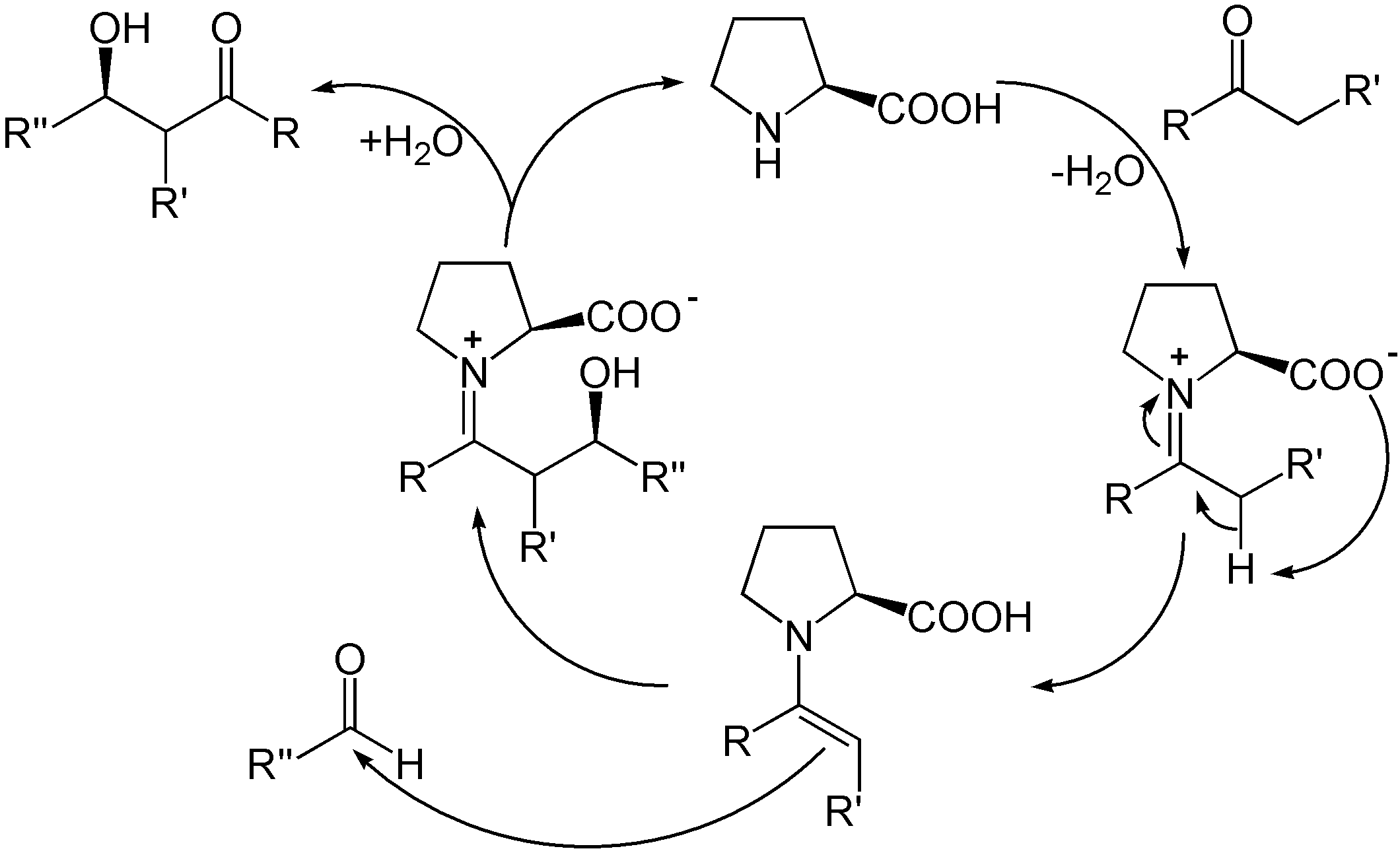
Ciclo catalitico della reazione aldolica catalizzata con (S)-prolina.

Nella reazione, l'informazione stereochimica è determinata dalla prolina chirale. Il gruppo carbossilico della prolina attiva anche l'aldeide mediante formazione di un legame idrogeno. La reazione procede attraverso uno stato di transizione a sei termini con forma a sedia simile al modello di Zimmerman-Traxler per enolati di litio. Il sostituente dell'aldeide sta nel piano pseudo-equatoriale.
Il decorso della reazione attraverso uno stato di transizione a sedia è stato dapprima postulato da Houk in base a calcoli quantomeccanici, e poi dimostrato sperimentalmente da List usando ossigeno marcato.

### Meccanismo non covalente

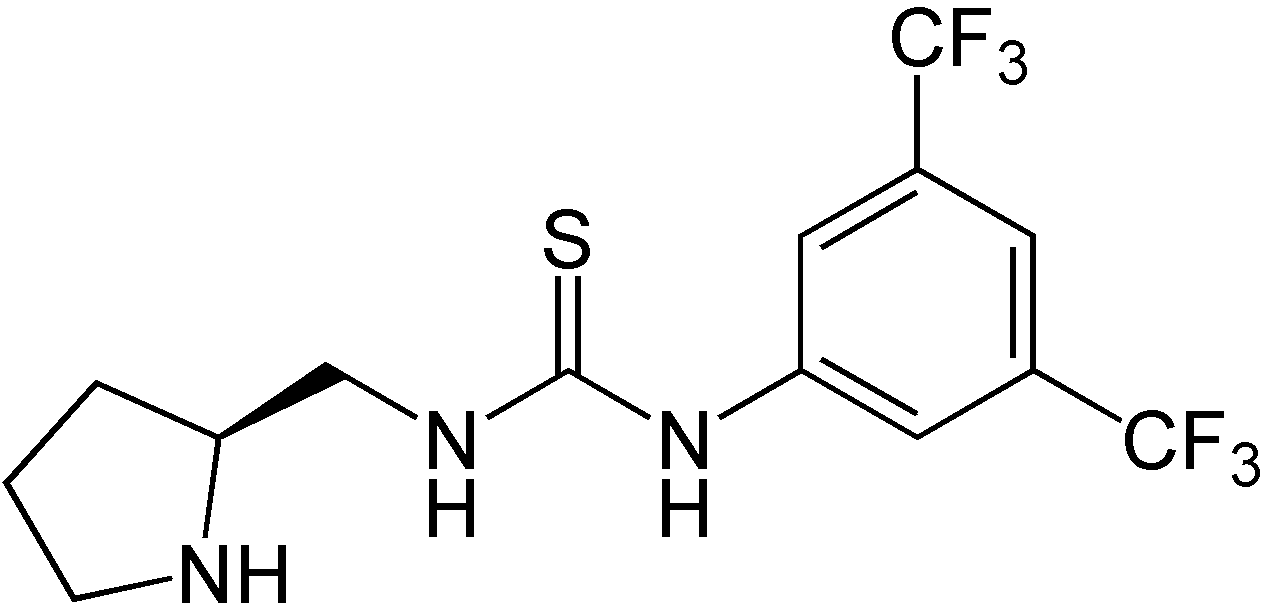
Esempio di catalizzatore organico derivato della tiourea.

In questo meccanismo il catalizzatore non forma legami covalenti. Tra il substrato da attivare e il catalizzatore organico si hanno deboli interazioni direzionali. Questo è il principio con cui reagiscono anche molti enzimi, che vengono utilizzati anche come modello per lo sviluppo di catalizzatori organici non covalenti. In questo campo si utilizzano specie neutre che possono dare legami idrogeno, come i derivati di urea o tiourea. Si sono dimostrati buoni catalizzatori quei composti che hanno anelli fenilici di struttura rigida e poveri di elettroni, con sostituenti elettron-attrattori e non coordinanti nelle posizioni 3, 4 o 5.
I vantaggi dei derivati di tiourea (soprattutto rispetto ai catalizzatori tradizionali acidi di Lewis contenenti metalli) sono:
- il catalizzatore si lega al substrato in modo non covalente, il prodotto non dà inibizione
- è sufficiente una piccola quantità di catalizzatore (fino a 0,001 mol%), i valori di turnover frequency sono alti
- la sintesi è semplice e conveniente, con modifiche strutturali
- il catalizzatore può essere legato alla fase solida, rendendone possibile il recupero
- il catalizzatore non è sensibile all'aria o all'acqua, non è necessaria un'atmosfera di gas inerte, non ci sono problemi di manipolazione
- la catalisi è possibile in condizioni quasi neutre, si possono usare substrati labili in presenza di acidi
- il catalizzatore non contiene metalli e non è tossico, a differenza di molti catalizzatori acidi di Lewis contenenti metalli
- il catalizzatore è più ecologico ("chimica verde")

## Reazioni
Alcuni tipi di reazione che si possono condurre efficacemente tramite organocatalisi sono:
- Reazione aldolica
- Condensazione di Knoevenagel
- Reazione asimmetrica di Diels-Alder
- Reazione asimmetrica di Michael
- Reazione asimmetrica di Mannich
- Epossidazione di Shi
- Reazione di Stetter
- Reazione di Baylis-Hillman

## Catalizzatori derivati da prodotti naturali
I derivati dell'amminoacido (S)-prolina sono stati e sono tuttora comunemente utilizzati. Sono spesso usati anche derivati della (S)-fenilalanina:
Altri catalizzatori sono derivati di alcaloidi contenuti nella Cinchona:
Si utilizzano anche derivati dell'acido tartarico, come ad esempio il TADDOL:
Dalla biomolecola fenilalanina si ottengono i catalizzatori di MacMillan, usati in molte reazioni di catalisi asimmetrica. La sintesi in due passaggi lascia intatta la chiralità: